# Arbetarhustru

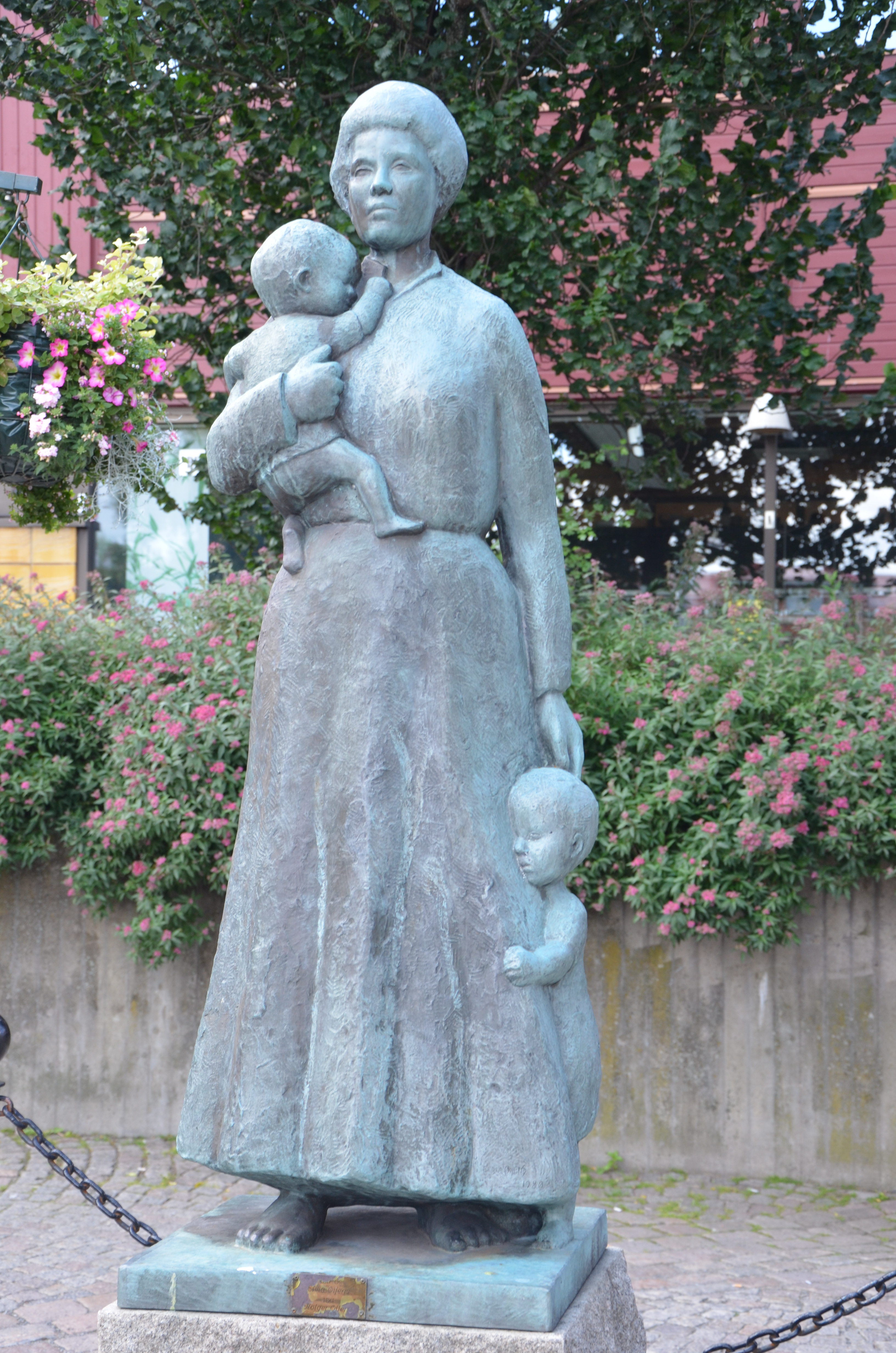
Arbetarhustru på Landala torg

Arbetarhustru är en skulptur av Elma Oijens på Landala torg i Göteborg.
Skulpturen symboliserar arbetarstadsdelen Landalas barnrika arbetarfamiljer. Den tillkom på initiativ av Gamla Landalapojkar, med Arthur Lund i täten, efter en insamling och avtäcktes den 11 oktober 1980. Texten på sockeln är av Holger Oijens, och lyder: "Med fast hand, stark av arbete, mjuk av kärlek, höll du samman hemmet."
Det finns en kopia av denna staty på innergården till bostadsrättsföreningen Örnen i Malmö, med ingång från Föreningsgatan.[källa behövs]